# 詹姆斯·基廷斯
詹姆斯·基廷斯（英語：James Keatings；1992年1月20日—）是一位蘇格蘭足球運動員。在場上的位置是前鋒。他現在效力於蘇格蘭足球冠軍聯賽球隊希伯尼安足球俱樂部。他也代表蘇格蘭U16、U17和U19國家足球隊參賽。